# ناحیه الموود، میشیگان
ناحیه الموود (به انگلیسی: Elmwood Township) یک منطقهٔ مسکونی در ایالات متحده آمریکا است که در شهرستان تاسکولا، میشیگان واقع شده‌است.
 ناحیه الموود ۹۲٫۰ کیلومتر مربع مساحت و ۱٬۲۰۷ نفر جمعیت دارد و ۲۰۹ متر بالاتر از سطح دریا واقع شده‌است.